# Tommelise (Der var engang...)
 For alternative betydninger, se Tommelise. (Se også artikler, som begynder med Tommelise)
 Tommelise er en tegnefilm i serien Der var engang... (eng. titel The Fairytaler), der blev udsendt i forbindelse med H.C. Andersens 200 års fødselsdag i 2005.
Danske Stemmer:
- H.C. Andersen Henrik Koefoed
- Tommelise Trine Dyrholm
- Svale Jan Gintberg
- Tommelises mor Tammi Øst
- Hr Muldvarpe Søren Spanning
- Tudse Anne Marie Helger
- Oldenborre Lasse Lunderskov
- Sælger Vigga Bro
- Blomsterfe Timm Mehrens

Øvrige stemmer:
- Kaya Brüel
- Thure Lindhardt
- Timm Mehrens
- Michael Elo
- Mette Marckmann
- Birgitte Raaberg

Bagom:
- Instruktør: Jørgen Lerdam
- Original musik af: Gregory Magee
- Hovedforfatter: Gareth Williams
- Manuskriptredaktører: Linda O' Sullivan, Cecilie Olrik
- Oversættelse: Jakob Eriksen
- Lydstudie: Nordisk Film Audio
- Stemmeinstruktør: Steffen Addington
- Animation produceret af: A. Film A/S
- Animationsstudie: Wang Film Production

En co-produktion mellem
Egmont Imagination, A. Film & Magma Film
I samarbejde med:
Super RTL & DR TV